# Talaus elegans
Talaus elegans är en spindelart som beskrevs av Tord Tamerlan Teodor Thorell 1890. Talaus elegans ingår i släktet Talaus och familjen krabbspindlar. Inga underarter finns listade i Catalogue of Life.